# Copa Chile
Copa Chile (Puchar Chile) – coroczne rozgrywki piłkarskie w Chile. Z powodu braku terminów od roku 2000 rozgrywki o Puchar Chile nie były rozgrywane, ale w 2008 roku postanowiono je reaktywować, a pierwszym po przerwie zdobywcą trofeum został klub Universidad Concepción.

## Finały
| Rok                        | Mistrz                       | Wicemistrz           | Rezultat            | Nazwa trofeum           |
| -------------------------- | ---------------------------- | -------------------- | ------------------- | ----------------------- |
| 1933                       | CSD Colo-Colo                | Unión Española       | 2:1                 | Copa Cesar Seoane       |
| 1934                       | Santiago Morning             | CSD Colo-Colo        | 4:2                 | Copa Apertura           |
| 1937                       | Magallanes                   | Audax Italiano       | 2:0                 | Copa Apertura Aliviol   |
| 1938                       | CSD Colo-Colo                | Audax Italiano       | 3:1                 | Copa Apertura           |
| 1940                       | CSD Colo-Colo                | Universidad de Chile | 3:2                 | Copa Apertura           |
| 1941                       | Audax Italiano               | Magallanes           | 2:1                 | Copa Apertura           |
| 1942                       | Santiago National            | Badminton            | 2:1                 | Copa Apertura           |
| 1943                       | Santiago Morning             | Audax Italiano       | 4:3                 | Copa Campeones          |
| 1944                       | Santiago Morning             | Unión Española       | [ 1 ]               | Copa Jaime Rodriguez    |
| 1944                       | Santiago Morning             | Audax Italiano       | 1:1                 | Copa Campeones          |
| 1945                       | CSD Colo-Colo                | Unión Española       | [ 1 ]               | Copa Campeones          |
| 1947                       | Unión Española               | Iberia               | 2:0                 | Copa Preparacion        |
| 1949                       | Santiago Morning             | Santiago Wanderers   | 3:2                 | Copa Preparacion        |
| 1950                       | Santiago Morning             | Audax Italiano       | 2:2                 | Copa Carlos Varela      |
| 1958                       | CSD Colo-Colo                | Universidad Católica | 2:2                 | Copa Chile              |
| 1959                       | Santiago Wanderers           | Deportes La Serena   | 5:1                 | Copa Chile              |
| 1960                       | Deportes La Serena           | Santiago Wanderers   | 4:1                 | Copa Preparación        |
| 1961                       | Santiago Wanderers           | Universidad Católica | 2:0, 1:2            | Copa Chile Green Cross  |
| 1962                       | Luis Cruz Martínez de Curicó | Universidad Católica | 2:1                 | Copa Preparación        |
| 1974                       | CSD Colo-Colo                | Santiago Wanderers   | 3:0                 | Copa Chile              |
| 1975                       | Palestino                    | Lota Schwager        | 4:0                 | Copa Chile              |
| 1977                       | Palestino                    | Unión Española       | 3:3, 1:0            | Copa Chile              |
| 1979                       | Universidad de Chile         | CSD Colo-Colo        | 2:1                 | Copa Polla Gol          |
| 1980                       | Deportes Iquique             | CSD Colo-Colo        | 2:1                 | Copa Polla Gol          |
| 1981                       | CSD Colo-Colo                | Audax Italiano       | 5:1                 | Copa Polla Gol          |
| 1982                       | CSD Colo-Colo                | Universidad Católica | [ 4 ]               | Copa Polla Gol          |
| 1983                       | Universidad Católica         | O’Higgins            | [ 5 ]               | Copa Polla Gol          |
| 1983                       | Universidad Católica         | Naval                | 1:0                 | Copa República          |
| 1984                       | Everton                      | Universidad Católica | 3:0                 | Copa Polla Gol          |
| 1985                       | CSD Colo-Colo                | Palestino            | 1:0                 | Copa Polla Gol          |
| 1986                       | Cobreloa                     | Fernandez Vial       | 0:1, 2:0, 3:0       | Copa Polla Gol          |
| 1987                       | Cobresal                     | CSD Colo-Colo        | 2:0                 | Copa Apertura           |
| 1988                       | CSD Colo-Colo                | Unión Española       | 1:0                 | Copa Digeder            |
| 1989                       | CSD Colo-Colo                | Universidad Católica | 2:2, 1:0            | Copa Coca Cola Digeder  |
| 1989                       | Unión Española               | Huachipato           | 2:0                 | Copa Invierno           |
| 1990                       | CSD Colo-Colo                | Universidad Católica | 3:2                 | Copa Apertura           |
| 1991                       | Universidad Católica         | Cobreloa             | 1:0                 | Copa Chile Digeder      |
| 1992                       | Unión Española               | CSD Colo-Colo        | 3:1                 | Copa Chile              |
| 1993                       | Unión Española               | Cobreloa             | 3:1                 | Copa Chile              |
| 1994                       | CSD Colo-Colo                | O’Higgins            | 1:1, karne 4:2      | Copa Chile              |
| 1995                       | Universidad Católica         | Cobreloa             | 4:2                 | Copa Chile              |
| 1996                       | CSD Colo-Colo                | Rangers              | 1:1, 1:0            | Copa Chile              |
| 1998                       | Universidad de Chile         | Audax Italiano       | 1:1, 2:0            | Copa Apertura           |
| 2000                       | Universidad de Chile         | Santiago Morning     | 2:1 (dogrywka)      | Copa Apertura           |
| 2008 (wznowiono rozgrywki) | Universidad Concepción       | Deportes Ovalle      | 2:1                 | Copa Chile              |
| 2009                       | Unión San Felipe             | Deportes Iquique     | 3:0                 | Copa Chile              |
| 2010                       | Deportes Iquique             | Deportes Concepción  | 1:1, karne 4:3      | Copa Chile Bicentenario |
| 2011                       | Universidad Católica         | Deportes Magallanes  | 0:1, 1:0, karne 4:2 | Copa Chile              |
| 2012/13                    | Universidad de Chile         | Universidad Católica | 2:1                 | Copa Chile MTS          |
| 2013/14                    | Deportes Iquique             | CD Huachipato        | 3:1                 | Copa Chile MTS          |
| 2014/15                    | Universidad Concepción       | Palestino            | 3:2                 | Copa Chile MTS          |
| 2015                       | Universidad de Chile         | CSD Colo-Colo        | 1:1, karne 5:3      | Copa Chile MTS          |
| 2016                       | CSD Colo-Colo                | Everton              | 4:0                 | Copa Chile MTS          |
| 2017                       | Santiago Wanderers           | Universidad de Chile | 3:1                 | Copa Chile MTS          |
| 2018                       | Palestino                    | Audax Italiano       | 1:0, 3:2            | Copa Chile MTS          |
| 2019                       | CSD Colo-Colo                | Universidad de Chile | 2:1                 | Copa Chile MTS          |

## Klasyfikacja klubów według zdobytych tytułów
Stan do roku 2000
| Klub                         | Zwycięstwa | Finały | Zdobyte puchary rok po roku                                                        |
| ---------------------------- | ---------- | ------ | ---------------------------------------------------------------------------------- |
| CSD Colo-Colo                | 14         | 5      | 1933, 1938, 1940, 1945, 1958, 1974, 1981, 1982, 1985, 1988, 1989, 1990, 1994, 1996 |
| Santiago Morning             | 6          | 1      | 1934, 1943, 1944, 1944, 1949, 1950                                                 |
| Universidad Católica         | 4          | 7      | 1983, 1983, 1991, 1995                                                             |
| Unión Española               | 3          | 3      | 1947, 1992, 1993                                                                   |
| Universidad de Chile         | 3          | 1      | 1979, 1998, 2000                                                                   |
| Palestino                    | 2          | 2      | 1975, 1977                                                                         |
| Santiago Wanderers           | 2          | 2      | 1959,1961                                                                          |
| Audax Italiano               | 1          | 7      | 1941                                                                               |
| Cobreloa                     | 1          | 2      | 1986                                                                               |
| Magallanes                   | 1          | 1      | 1937                                                                               |
| Deportes Iquique             | 1          | 0      | 1980                                                                               |
| Everton                      | 1          | 0      | 1984                                                                               |
| Cobresal                     | 1          | 0      | 1987                                                                               |
| Santiago National            | 1          | 0      | 1942                                                                               |
| Luis Cruz Martínez de Curicó | 1          | 0      | 1962                                                                               |
| Deportes La Serena           | 0          | 1      |                                                                                    |
| Lota Schwager                | 0          | 1      |                                                                                    |
| Fernandez Vial               | 0          | 1      |                                                                                    |
| Rangers                      | 0          | 1      |                                                                                    |
| Badminton                    | 0          | 1      |                                                                                    |
| Iberia                       | 0          | 1      |                                                                                    |

## Królowie strzelców
| Rok  | Strzelcy                                         | Klub                                            | Bramki |
| ---- | ------------------------------------------------ | ----------------------------------------------- | ------ |
| 1958 | Adolfo Godoy Máximo Rolón                        | Universidad Católica Everton                    | 7      |
| 1959 | Juan Soto Mura José Sulantay Héctor Torres       | CSD Colo-Colo Deportes La Serena Magallanes     | 6      |
| 1961 | Antolín Sepúlveda Carlos Hoffmann Mario Soto     | Rangers Santiago Wanderers Universidad Católica | 6      |
| 1974 | Óscar Fabbiani                                   | Unión San Felipe                                | 21     |
| 1979 | Lus Alberto Ramos                                | Universidad de Chile                            | 12     |
| 1980 | Fidel Dávila Miguel Ángel Neira                  | Deportes Iquique Universidad Católica           | 9      |
| 1981 | Leonaro Zamora Víctor Cabrera                    | Everton Club Deportivo San Luis de Quillota     | 8      |
| 1982 | Luis Marcoleta Severino Vasconcelos              | Magallanes CSD Colo-Colo                        | 8      |
| 1983 | Jorge Aravena                                    | Universidad Católica                            | 23     |
| 1984 | Aníbal González                                  | O’Higgins                                       | 11     |
| 1985 | Alfredo Núñez Luis Martínez                      | Palestino Curicó Unido                          | 11     |
| 1986 | Juan Carlos Letelier                             | Cobreloa                                        | 11     |
| 1987 | Iván Zamorano                                    | Cobresal                                        | 13     |
| 1988 | Ramón Pérez                                      | Palestino                                       | 17     |
| 1989 | Éric Lecaros                                     | Deportes Valdivia                               | 16     |
| 1990 | Adrián Czornomaz Aníbal González Gerardo Reinoso | Cobreloa O’Higgins Universidad Católica         | 13     |
| 1991 | Gustavo de Luca                                  | O’Higgins                                       | 11     |
| 1992 | Marcelo Vega                                     | Unión Española                                  | 13     |
| 1993 | Cristian Montecinos                              | Deportes Temuco                                 | 15     |
| 1994 | Marcelo Salas Alejandro Glaría                   | Universidad de Chile Cobreloa                   | 12     |
| 1995 | Alberto Acosta                                   | Universidad Católica                            | 10     |
| 1996 | Fernando Vergara                                 | CSD Colo-Colo                                   | 7      |
| 1998 | Alejandro Carrasco                               | Audax Italiano                                  | 5      |
| 2000 | Fernando Martel                                  | Santiago Morning                                | 7      |